# جايسون وليامز (لاعب هوكي الجليد)
جايسون وليامز (بالإنجليزية: Jason Williams)‏ (و. 1980  م) هو لاعب هوكي الجليد كندي، ولد في لندن، مركز لعبه هو مركز ‏.
.

## جوائز
حصل على جوائز منها:
- كأس ستانلي.

## روابط خارجية
- جايسون وليامز على موقع دوري الهوكي الوطني (الإنجليزية)
- جايسون وليامز على موقع قاعة مشاهير الهوكي (لاعب أن.إتش.أل) (الإنجليزية)
- جايسون وليامز على موقع EliteProspects.com (الإنجليزية)
- جايسون وليامز على موقع HockeyDB.com (الإنجليزية)
- جايسون وليامز على موقع Hockey-Reference.com (الإنجليزية)